# Orla Frøsnapper (film fra 2011)
Orla Frøsnapper er en animeret version af Ole Lund Kirkegaards populære børnebog af samme navn. Den havde premiere 1. juni 2011 og var instrueret af Peter Dodd efter manuskript af Søren Danielsen og Peter Dodd.
Der er tale om en genindspilning af historien, idet den tidligere blev filmatiseret i 1980 under titlen Lille Virgil og Orla Frøsnapper. Filmen er en del af en trilogi, der foruden Orla Frøsnapper også indeholder Gummi T (2012) og Otto er et næsehorn (2013)

## Handling
At være en af de små i byen er en udfordring. Smeden, den stærke mand i cirkus og den gamle dame er alle voksne og meget i vejen for sjov og ballade. Men værst af dem alle er byens bølle, Orla Frøsnapper. Han er direkte farlig! Det kræver opfindsomhed at have det sjovt, hvis Orla Frøsnapper er i nærheden, og det kræver fantasi og handlekraft at slippe ud af hans klør. Det har drengen Victor til fulde!

## Stemmerne
| Skuespiller        | Rolle                                      |
| ------------------ | ------------------------------------------ |
| Nikolaj Lie Kaas   | Orla Frøsnapper, Tryllekunstner, Klovn     |
| Thure Lindhardt    | Victor                                     |
| Nicolaj Kopernikus | Jakob, Lille Louis, Kontrollør, Fakir      |
| Katrine Falkenberg | Clara                                      |
| Margrethe Koytu    | Fru Olsen                                  |
| Ole Thestrup       | Smeden, Slagter Jørgensen                  |
| David Bateson      | Cirkusdirektør Bardini                     |
| Cecilie Stenspil   | Fru. Svendson, Fru. Strong, Fru. Sivertsen |
| Lars Thiesgaard    | Mister Strong                              |
| Lasse Lunderskov   | Kanonkongen, Hr. Svendson, Kanonmand       |
| Lars Ranthe        | Linedanser                                 |
| Tove Dystrup       | Frue i cirkus                              |
| Jamie Morton       | Dreng                                      |
| Rikke Westi        | Pige                                       |